# Zahran al-Dżanub
Zahran al-Dżanub – miasto w Arabii Saudyjskiej, w prowincji Asir. W 2010 roku liczyło 23 758 mieszkańców.